# Canteloup (Manche)
Pour les articles homonymes, voir Canteloup.
Ne doit pas être confondu avec Chanteloup (Manche).
Canteloup est une commune française, située dans le département de la Manche en région Normandie, peuplée de 216 habitants.

## Géographie

### Localisation
Les communes limitrophes sont Clitourps, Valcanville et Le Vast.

### Géologie et relief
Les roches dominantes sont l'arkose, le granite, le gneiss et le micaschiste[réf. nécessaire]. Aux paysages typiques du bocage normand, la commune n'a été que très peu concernée par le remembrement.

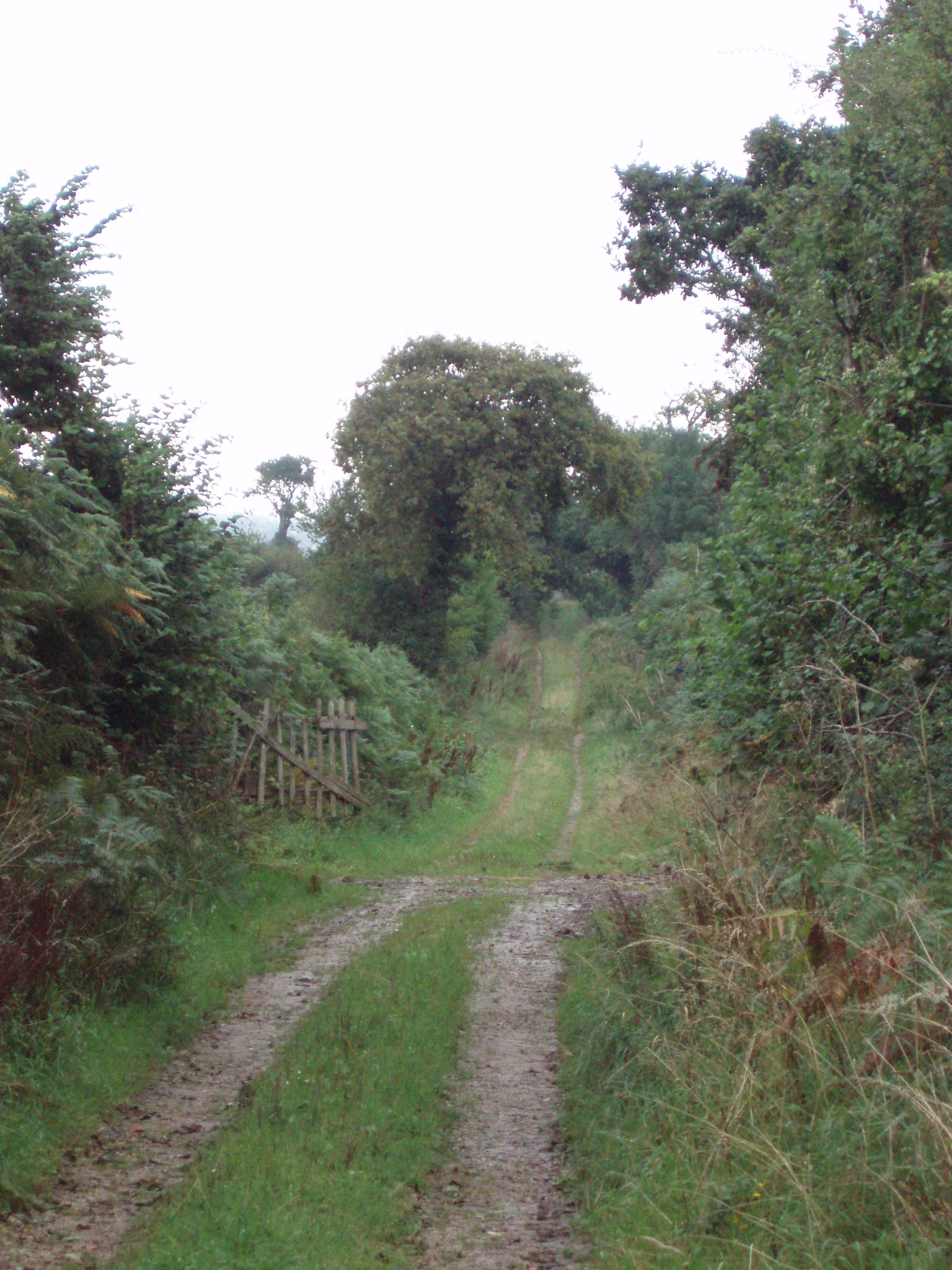
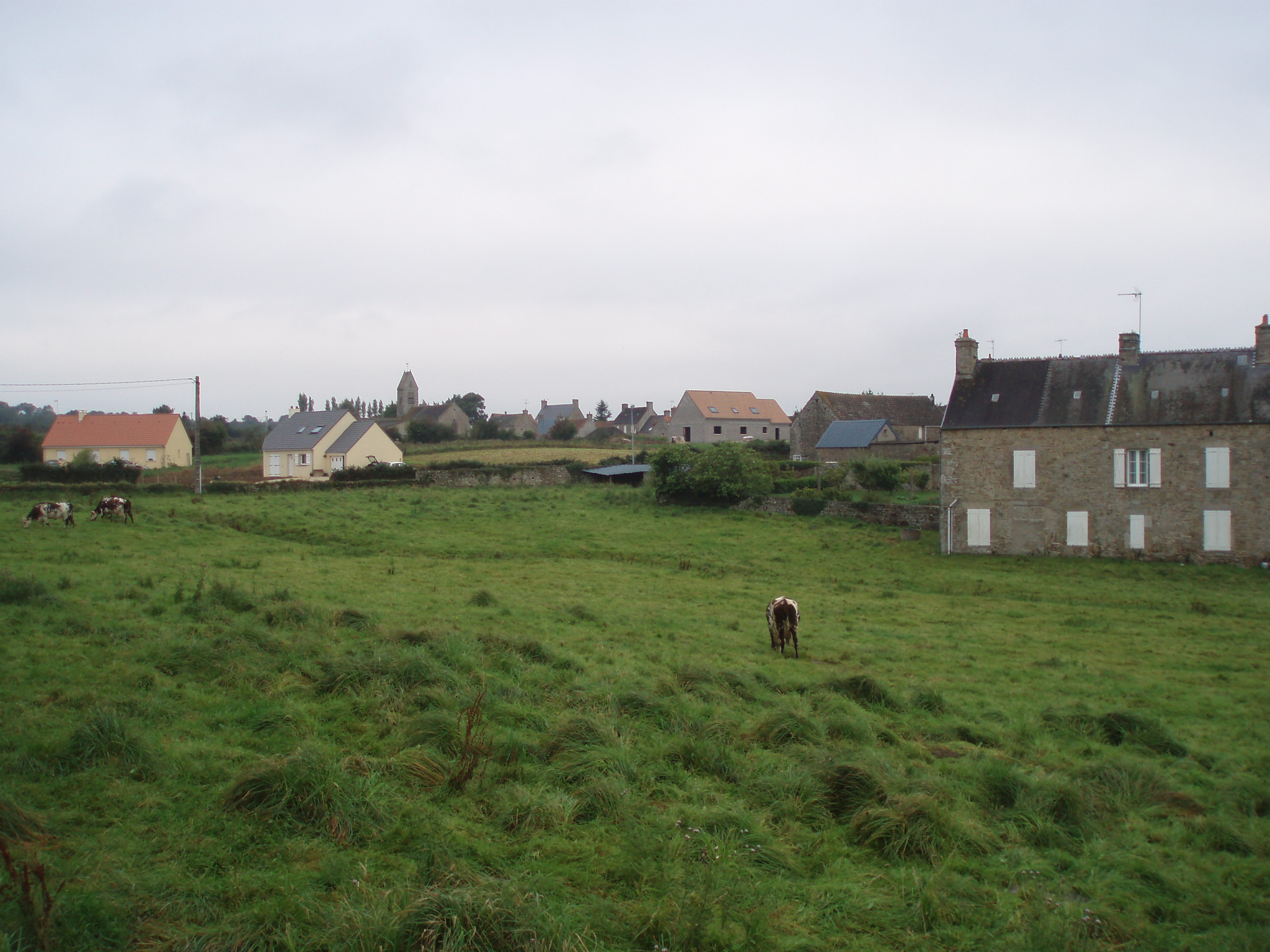
Vue de Canteloup.

### Hydrographie
La commune est située dans le bassin Seine-Normandie. Elle est drainée par le fossé 01 de Valcanville,.

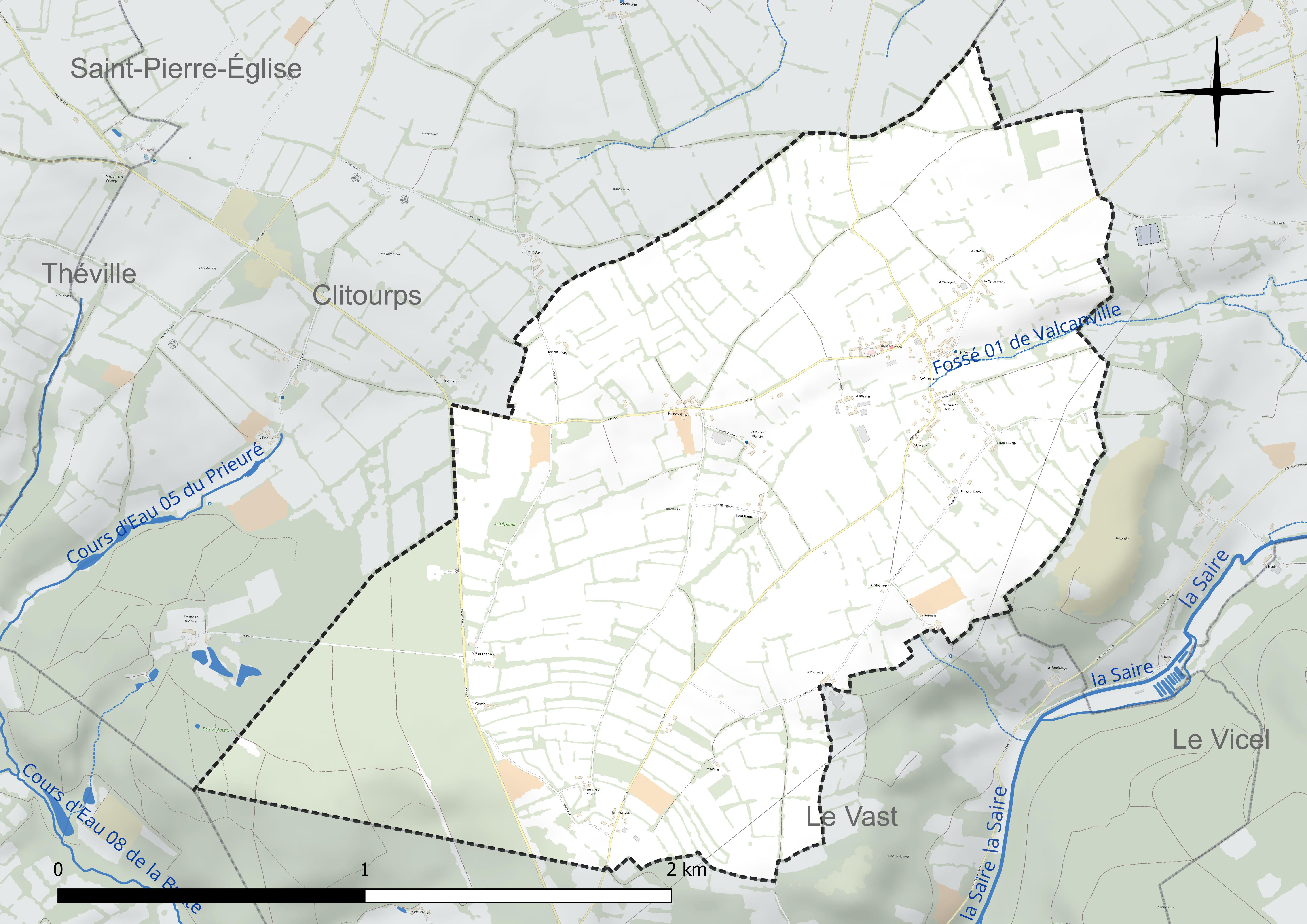
Réseau hydrographique de Canteloup.

### Climat
Pour des articles plus généraux, voir Climat de la Normandie et Climat de la Manche.
En 2010, le climat de la commune est de type climat océanique franc, selon une étude du CNRS s'appuyant sur une série de données couvrant la période 1971-2000. En 2020, Météo-France publie une typologie des climats de la France métropolitaine dans laquelle la commune est exposée à un climat océanique et est dans la région climatique  Normandie (Cotentin, Orne), caractérisée par une pluviométrie relativement élevée (850 mm/a) et un été frais (15,5 °C) et venté. Parallèlement le GIEC normand, un groupe régional d’experts sur le climat, différencie quant à lui, dans une étude de 2020, trois grands types de climats pour la région Normandie, nuancés à une échelle plus fine par les facteurs géographiques locaux. La commune est, selon ce zonage, exposée à un « climat maritime », correspondant au Cotentin et à l'ouest du département de la Manche, frais, humide et pluvieux, où les contrastes pluviométrique et thermique sont parfois très prononcés en quelques kilomètres quand le relief est marqué.
Pour la période 1971-2000, la température annuelle moyenne est de 10,7 °C, avec une amplitude thermique annuelle de 11,1 °C. Le cumul annuel moyen de précipitations est de 963 mm, avec 14,1 jours de précipitations en janvier et 7,6 jours en juillet. Pour la période 1991-2020, la température moyenne annuelle observée sur la station météorologique la plus proche, située sur la commune de Gatteville-le-Phare à 7 km à vol d'oiseau, est de 11,6 °C et le cumul annuel moyen de précipitations est de 866,7 mm,. Pour l'avenir, les paramètres climatiques de la commune estimés pour 2050 selon différents scénarios d’émission de gaz à effet de serre sont consultables sur un site dédié publié par Météo-France en novembre 2022.

## Urbanisme

### Typologie
Au 1er janvier 2024, Canteloup est catégorisée commune rurale à habitat dispersé, selon la nouvelle grille communale de densité à sept niveaux définie par l'Insee en 2022.
Elle est située hors unité urbaine.
Par ailleurs la commune fait partie de l'aire d'attraction de Cherbourg-en-Cotentin, dont elle est une commune de la couronne,. Cette aire, qui regroupe 77 communes, est catégorisée dans les aires de 50 000 à moins de 200 000 habitants,.

### Occupation des sols
L'occupation des sols de la commune, telle qu'elle ressort de la base de données européenne d’occupation biophysique des sols Corine Land Cover (CLC), est marquée par l'importance des territoires agricoles (87,1 % en 2018), une proportion identique à celle de 1990 (87,1 %).
La répartition détaillée en 2018 est la suivante : zones agricoles hétérogènes (54,6 %), terres arables (18,9 %), prairies (13,6 %), forêts (12,9 %).

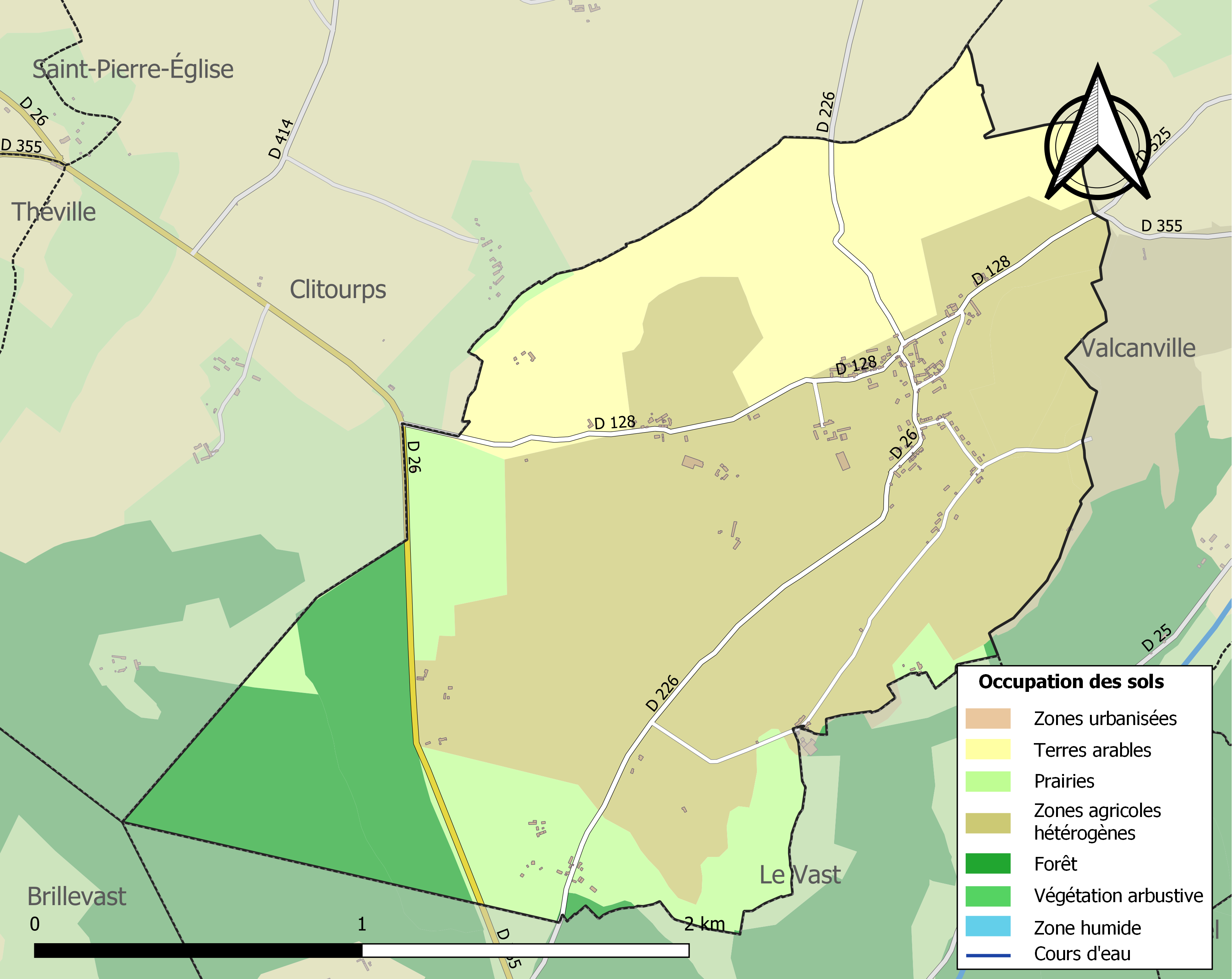
Carte des infrastructures et de l'occupation des sols de la commune en 2018 (CLC).

L'évolution de l’occupation des sols de la commune et de ses infrastructures peut être observée sur les différentes représentations cartographiques du territoire : la carte de Cassini (XVIIIe siècle), la carte d'état-major (1820-1866) et les cartes ou photos aériennes de l'IGN pour la période actuelle (1950 à aujourd'hui).

## Toponymie
Le nom de la localité est attesté sous la forme Cantelupo en 1174, Cantulupi en 1332, Cantelupus, Cantelupo, Cantelou, Canteleu sans date.
Il s´agit ici de la variante normande, au nord de la ligne Joret, du composé verbal bien connu Chanteloup, lieu où on entend les loups « chanter », c´est-à-dire hurler.

## Histoire

### Moyen Âge
L'histoire locale raconte qu'un seigneur de Canteloup, ainsi que les seigneurs voisins de Néville, de Clitourps et de Carneville, accompagnèrent le duc Guillaume dans sa conquête de l'Angleterre. De plus, un Guillaume Pouchin de Canteloup, un Robert de Cantaloup et un Foulques de Canteloup accompagnèrent le duc de Normandie Robert Courteheuse à la première croisade (1096-1099).
Au XIIe siècle, la paroisse relevait de l'honneur de Néhou.
Au XIIe siècle, Guillaume de Guernon possédait le patronage de Canteloup et en 1202 Roger portait le titre de comte de Canteloup.
la commanderie de Valcanville possédait ne nombreux biens à Canteloup qui passèrent en 1312, des Templiers aux Hospitaliers de l'ordre de Saint-Jean de Jérusalem.
Pendant la seconde phase de la guerre de Cent Ans (1415-1450), Jean de Canteloup resta fidèle au roi de France. La région étant sous influence anglaise à l'époque, cela lui valut la confiscation de ses biens et ceux de sa femme au profit de Roger Subart, seigneur du Vast, auquel Henri V accorda un répit d´un mois, le 5 mai 1415. Le 28 septembre 1421, Jean d'Ascheton, bailli de Cotentin, fit démolir le château de Jean de Canteloup sur ordre du roi d'Angleterre Henri V,.

### Temps modernes
En 1561, Gilles de Gouberville cite Pierre du Tertre comme seigneur de Canteloup. Parmi les nobles résidant à Canteloup figuraient les de Hennot. Meaulx de Hennot, écuyer, sieur de Cantelou, descendant de Richard, seigneur de Tocqueville, était venu s´y établir. Les habitants le firent imposer à la taille. En 1567, il est taxé pour ce fief noble de 4 livres et 8 solz dans le rôle des nobles et roturiers, au titre du ban et de l'arrière ban de la vicomté de Coutances, réalisé par Gilles Dancel, seigneur d'Audouville, lieutenant général du bailli de Cotentin, tenu à Coutances les 20-22 octobre. Un arrêt de la Cour des aides de Rouen, du 15 janvier 1570, après vérification de ses titres de noblesse, le raya des rôles. Dans les années 1598 et 1599, Roissy cite comme nobles à Canteloup : Jean, Nicolas et Meaux de Hennot, ainsi que Richard fils de Jacques, leur neveu. On les retrouve aux XVIIe et XVIIIe siècles sous les titres de sieurs de la « Fontaine Maurienne », de la « Chesnaie », du « Houzet » et du « Coudray ». La Coudrairie appartenait encore en 1893 à M. Jean-Baptiste Letrecher.
Les du Rozel, sieurs de Beauchamp et de Prémont (d´argent à la fleur de lis de sable, accompagnée de trois roseaux de sinople), étaient à Canteloup avant 1620. Jacques du Rozel, sieur de Beauchamp, était patron de la chapelle Saint-Hubert.
Les d'Osber (d'argent à la croix de gueules cantonnée de quatre lionceaux de sable) s'établirent à Canteloup par le mariage de Jacques Osber, sieur de Brucheville avant 1700, né le 28 août 1663 à Valcanville et mort le 17 janvier 1734 à Sainte-Geneviève, mariés le 7 octobre 1698 à Valcanville avec Jeanne Roberte du Hamel (née le avril 1668 à Valognes et morte le 11 août 1715 à Sainte-Geneviève) et remarié à Françoise Charlotte Bazan vers 1715 (née le 23 décembre 1672 au Vaast et morte le 24 mai 1742 à Sainte-Geneviève) ; celui de Guillaume René Osber, sieur de Vasteville, mort le 30 juillet 1742 à Canteloup avec Marie Claude du Rozel ; enfin par l´alliance de Pierre François Osber, sieur de Prémont, mort le 28 octobre 1774 à Canteloup, marié le 27 septembre 1759 contrat de mariage Barfleur avec Bonne Catherinne du Hamel de la Prunerie morte le 21 septembre 1790 à Canteloup. Cette dernière famille habitait la Tourelle, propriété de M. Mangon.

### Révolution française et Empire
Nicolas Le Flamand, curé de Canteloup, établit en 1785 une école de filles près du presbytère (celui-ci est encore visible aujourd'hui). Il possédait une voix si remarquable que Louis XVI le fit venir à Versailles pour l'entendre. Arrêté pour ne pas avoir prêté serment lors de la Révolution, il entra en prison en chantant le Veni Creator de toutes ses forces. Il revint mourir à Canteloup.

## Politique et administration

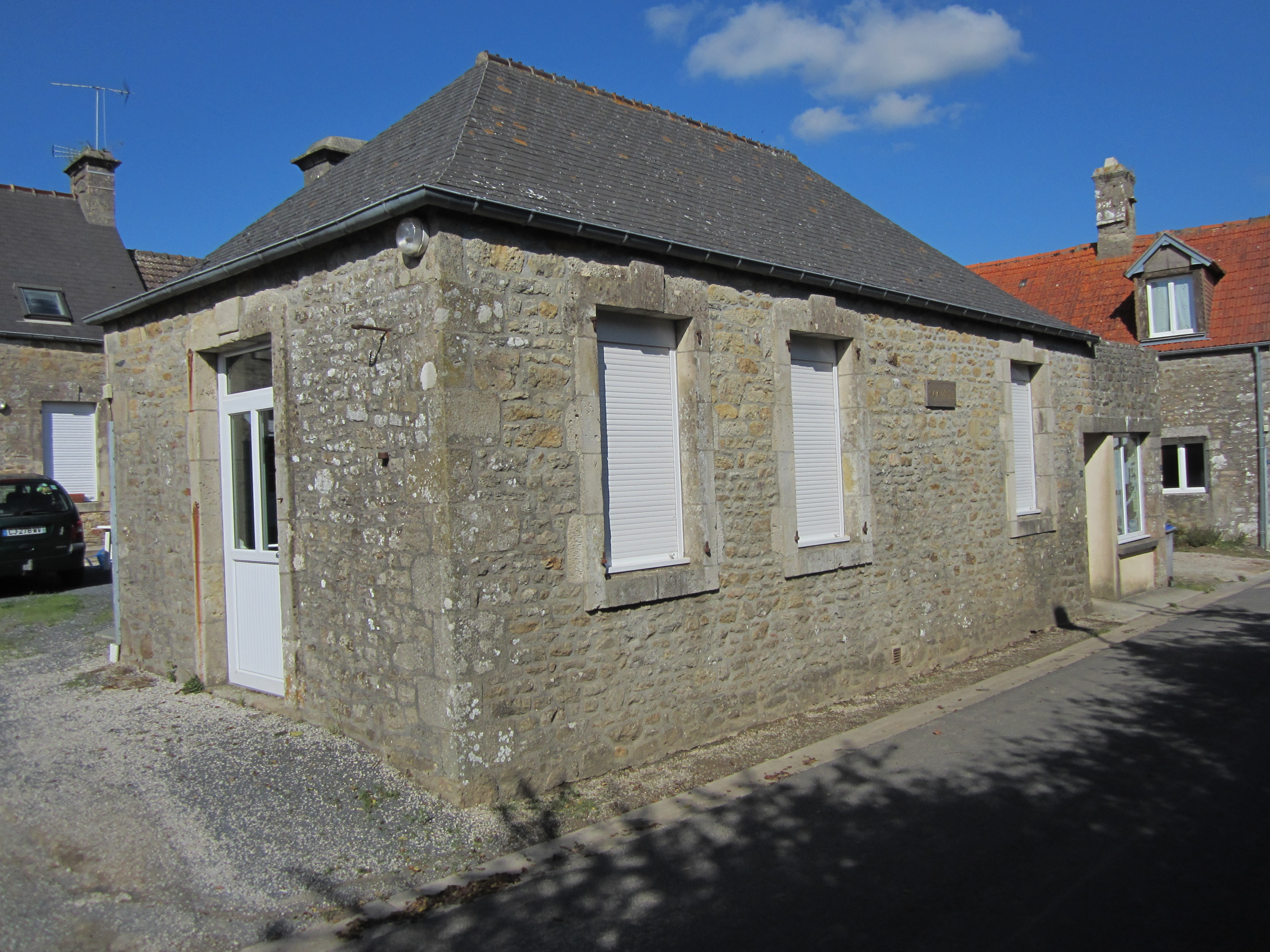
Mairie de Canteloup.

Le conseil municipal est composé de onze membres dont le maire et deux adjoints.

## Population et société
Les habitants de la commune sont appelés les Cantelouais ou Canteleoiz.

## Démographie
L'évolution du nombre d'habitants est connue à travers les recensements de la population effectués dans la commune depuis 1793. Pour les communes de moins de 10 000 habitants, une enquête de recensement portant sur toute la population est réalisée tous les cinq ans, les populations de référence des années intermédiaires étant quant à elles estimées par interpolation ou extrapolation. Pour la commune, le premier recensement exhaustif entrant dans le cadre du nouveau dispositif a été réalisé en 2007.
En 2022, la commune comptait 216 habitants, en évolution de +0,47 % par rapport à 2016 (Manche : −0,31 %, France hors Mayotte : +2,11 %).
Le nombre de feux était de 60 en 1722 et de 79 en 1765. Canteloup a compté jusqu'à 553 habitants en 1821. Mais la population diminue, elle est de 470 habitants en 1831 et de 429 en 1851. Enfin, elle ne compte que 375 habitants en 1871, et en 1889 il n´y a plus que 289 habitants.
| 1793 | 1800 | 1806 | 1821 | 1831 | 1836 | 1841 | 1846 | 1851 |
| ---- | ---- | ---- | ---- | ---- | ---- | ---- | ---- | ---- |
| 518  | 544  | 545  | 553  | 470  | 474  | 451  | 422  | 429  |

| 1856 | 1861 | 1866 | 1872 | 1876 | 1881 | 1886 | 1891 | 1896 |
| ---- | ---- | ---- | ---- | ---- | ---- | ---- | ---- | ---- |
| 372  | 376  | 375  | 352  | 335  | 315  | 289  | 259  | 246  |

| 1901 | 1906 | 1911 | 1921 | 1926 | 1931 | 1936 | 1946 | 1954 |
| ---- | ---- | ---- | ---- | ---- | ---- | ---- | ---- | ---- |
| 228  | 220  | 210  | 163  | 180  | 163  | 167  | 175  | 187  |

| 1962 | 1968 | 1975 | 1982 | 1990 | 1999 | 2006 | 2007 | 2012 |
| ---- | ---- | ---- | ---- | ---- | ---- | ---- | ---- | ---- |
| 175  | 167  | 155  | 174  | 189  | 174  | 173  | 173  | 220  |

| 2017 | 2022 | - | - | - | - | - | - | - |
| ---- | ---- | - | - | - | - | - | - | - |
| 208  | 216  | - | - | - | - | - | - | - |

## Culture locale et patrimoine

### Lieux et monuments
- Église Saint-Martin des XIIe, XVIIe – XIXe siècles, avec petit clocher en façade de la nef. L'église d'origine romane fut rebâtie vers 1870[30]. Au XIIe siècle, l'abbaye de Montebourg en avait le patronage. Le clocher, à la hauteur des cloches, arborent des fenêtres à meneaux avec des abat-son en pierre bleues. Elle abrite une Vierge à l'Enfant du XVIe[30] en pierre polychrome s'inspirant de modèles médiévaux et une cuve baptismale d'époque médiévale[31], une chaire à prêcher du XVIIIe, un lutrin XVIIIe, une statue de saint Hubert du XVIIIe et un tableau représentant la donation du rosaire à saint Dominique et sainte Catherine de Sienne XIXe de P. Fremard[16].
- Chapelle dédiée à la sainte Vierge, près de l'église.
- Croix de chemin dite de Saint-Martin du XVIIIe siècle, croix de cimetière du XVIIe siècle.
- Oratoire.
- Lavoir.
- Bois de Boutron.

Pour mémoire
- Château de Canteloup (près d'un logis du XVIe siècle), possession de Jean de Canteloup, démoli en 1421 sur ordre du roi d'Angleterre[16].

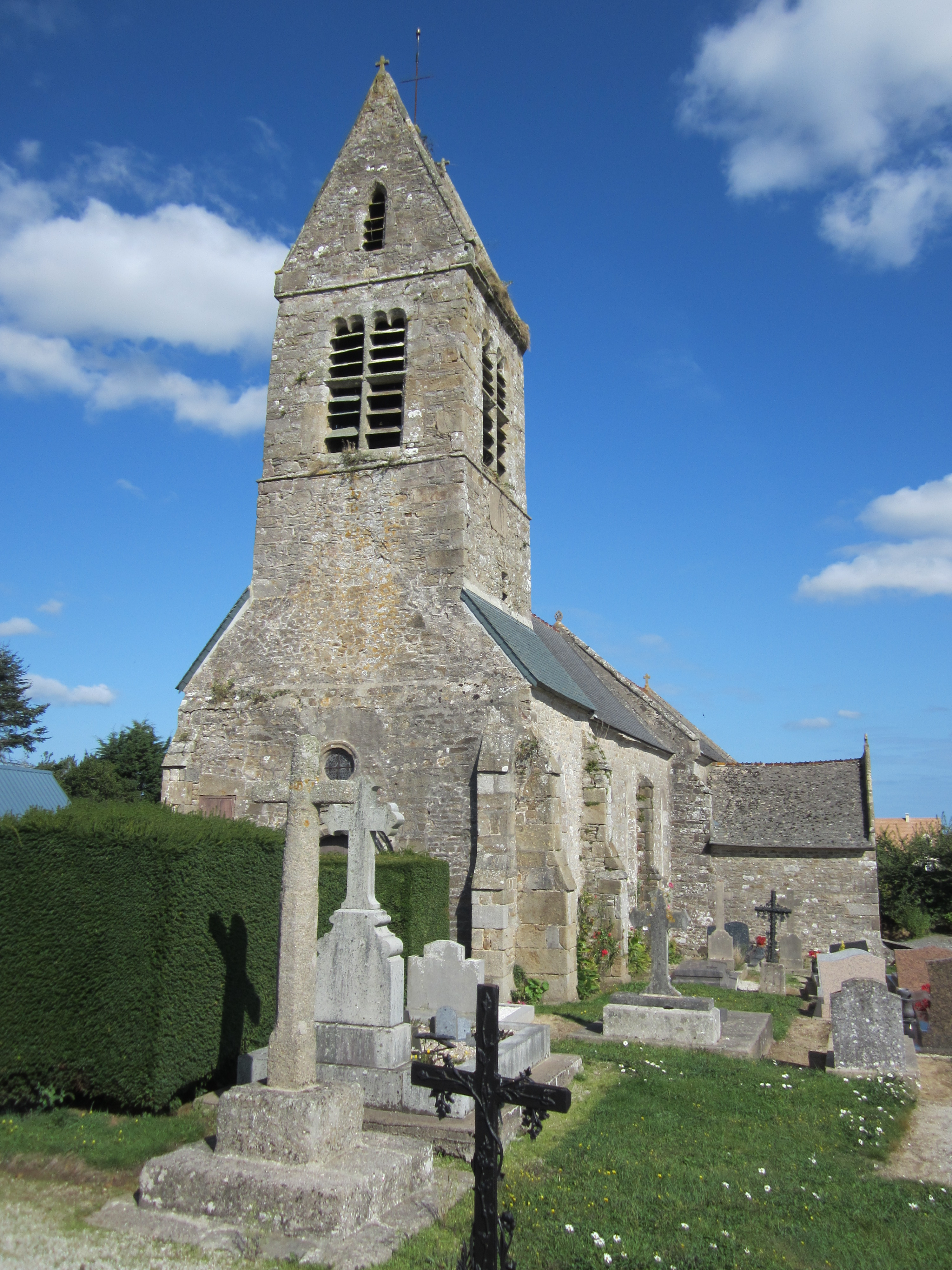
L'église Saint-Martin.
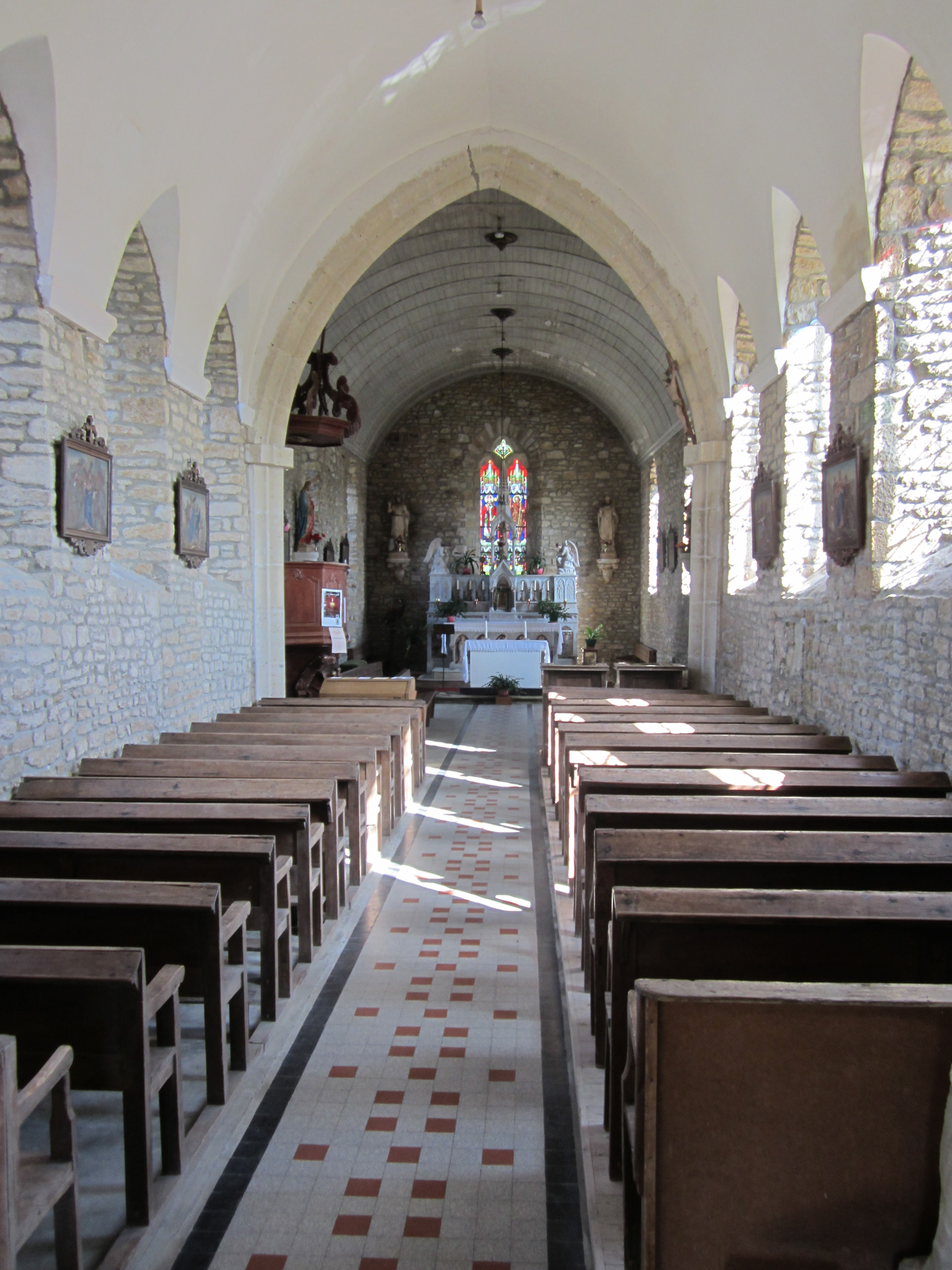
La nef.
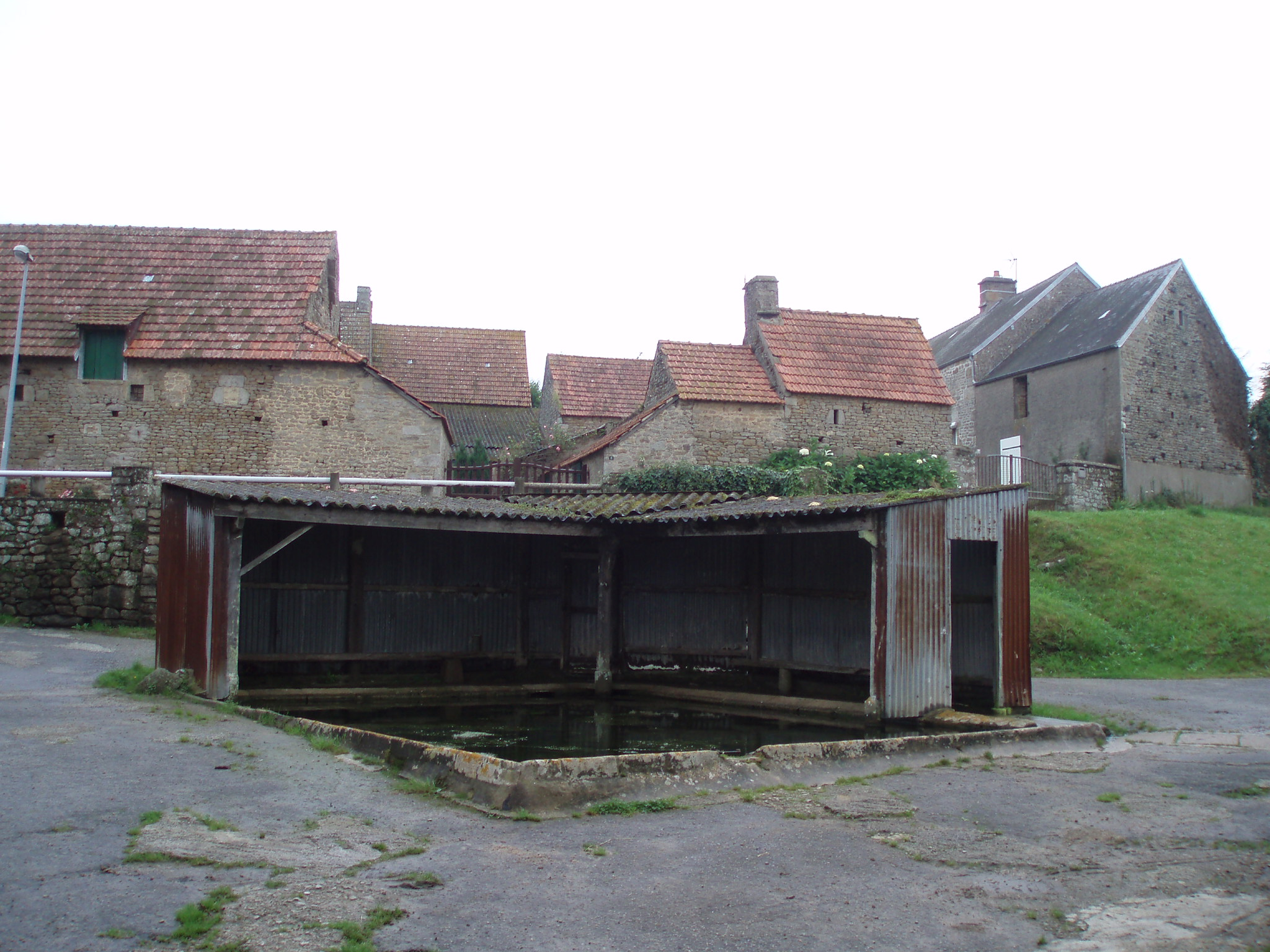
Le lavoir.